# 苏约
苏约（法語：Souyeaux，法語發音：[sujo]）是法国上比利牛斯省的一个市镇，属于塔布区。该市镇总面积6.02平方公里，2009年时的人口为287人。

## 人口
苏约人口变化图示